# Maribel Ripoll
Maribel Ripoll (Madrid, 20 de noviembre de 1959) es una actriz española de televisión.

## Biografía
Ha participado en series de televisión como Al salir de clase, Ada Madrina, Manos a la obra, El comisario, Aquí no hay quien viva, Hermanos y detectives, La que se avecina, Maitena: Estados alterados, Acusados, La pecera de Eva, Impares o El secreto de Puente Viejo  entre otras; en la película ¡Ja me maaten...!  y en la obra de teatro La ratonera (2010-2011), de Agatha Christie.

## Filmografía

### Televisión
| Año         | Título                     | Papel                     | Nota            |
| ----------- | -------------------------- | ------------------------- | --------------- |
| 1997-1998   | Al salir de clase          | María Luisa               | 60 episodios    |
| 1999        | Ada Madrina                | Amparo                    | 10 episodios    |
| 2001        | Manos a la obra            |                           | 2 episodios     |
| 2003        | El comisario               |                           | 1 episodio      |
| 2004        | Aquí no hay quien viva     | Rosa                      | 1 episodio      |
| 2007        | Hermanos y detectives      |                           | 7 episodios     |
| 2008        | La que se avecina          | Sofía                     | 2 episodios     |
| 2008        | Maitena: Estados alterados |                           |                 |
| 2010        | Acusados                   |                           | 1 episodio      |
| 2010        | La pecera de Eva           | Sofía                     |                 |
| 2008 - 2010 | Impares                    | Angus                     | 2 episodios     |
| 2010        | Impares Premium            | Gitana del Retiro         | 1 episodio      |
| 2011 - 2020 | El secreto de Puente Viejo | Dolores Asenjo de Mirañar | 2.324 episodios |
| 2023        | Entre tierras              | Ascensión                 | 1 episodio      |
| 2024-       | Salón de té La Moderna     | Herminia                  |                 |

### Cine
| Año  | Título            | Papel    |
| ---- | ----------------- | -------- |
| 2000 | ¡Ja me maaten...! | Operaria |

### Programas
| Año       | Título                             | Papel             |
| --------- | ---------------------------------- | ----------------- |
| 1996      | La ruleta de la fortuna            | Ella misma        |
| 1996-1997 | Esta noche cruzamos el Mississippi | Varios Personajes |
| 2001-2003 | Pasapalabra                        | Ella misma        |

### Publicidad
| Año             | Título                                                                     | Notas                               |
| --------------- | -------------------------------------------------------------------------- | ----------------------------------- |
| 2012-2013, 2015 | Publicidad de Lomonaco (colchones) durante El Secreto de Puente Viejo      | En Antena 3, junto a Sandra Cervera |
| 2013            | Publicidad Orange (Compañía telefónica) durante El Secreto de Puente Viejo | En Antena 3, junto a Sandra Cervera |